# Aprenentatge cooperatiu
L'aprenentatge cooperatiu és un mètode d'aprenentatge en un context escolar. Parteix de la base que les diferències entre els aprenents són un potencial per a l'aprenentatge, i no pas un entrebanc. Fa servir treball en equip, un context en el qual l'aprenent sempre ha de ser actiu. És molt utilitzat en l'aprenentatge d'idiomes a adults.
Fa menester un intercanvi d'informació entre els estudiants, que ha de ser motivats tant per aprendre com per a fer créixer els èxits dels altres. Un dels precursors va ser el pedagog John Dewey, que promovia la interacció i l'ajuda entre iguals en forma sistemàtica. Hi intervenen diferents canals d'aprenentatge: el canal visual, auditiu i sinestèsic.

## Elements
Basat en grups heterogenis per al desenvolupament de diverses activitats pot desenvolupar-a través de diversos instruments de treball, ja que les interaccions a l'aula es donen de forma espontània. Un exemple poden ser aquests casos en què els parells s'arriben a entendre millor que amb la mateixa explicació presentada pel docent.
Les principals idees en l'aprenentatge cooperatiu es poden definir en:
1. Formació de grups: aquests són heterogenis, on s'ha de construir una identitat de grup, pràctica de l'ajuda mútua i la valorització de la individualitat per a la creació d'una sinergia.
2. Interdependència positiva: cal promoure la capacitat de comunicació adequada entre el grup, per a l'enteniment que l'objectiu és la realització de produccions i que aquestes s'han de fer de forma col·lectiva.
3. Responsabilitat individual: el resultat com a grup serà finalment la conseqüència de la investigació individual dels membres. Aquesta s'apreciarà en la presentació pública de la tasca realitzada.

Perquè els punts anteriors es consolidin, cal que el docent hagi desenvolupat les habilitats relacionades a l'anticipació de les accions. Això és: preveure; tenir clar el procediment per a l'obtenció d'un resultat concret tant del material didàctic com de l'escrit, per a la realització de l'activitat en qualsevol de les etapes del treball. El donar o rebre ajuda no millora l'aprenentatge en grup, sinó el tenir la consciència de necessitar-la, comunicar aquesta necessitat i integrar l'ajuda oferta en el propi treball (Guadalupe Gómez-Pezuela Gamboa, 2007). És així com el treball cooperatiu contribueix al desenvolupament d'habilitats comunicatives, treball en grup i flexibilitat en el pensament.

### Xarxes socials a Internet
Les tecnologies digitals poden facilitar la col·laboració millorant el treball en grup, el diàleg i l'aprendre dels altres i amb els altres (Domingo, Sánchez, & Sancho, 2014).
Les xarxes socials a Internet són una eina de retroalimentació i són font d'aprenentatge col·laboratiu, ja que podem compartir els nostres coneixements i consultar aportacions d'altres persones; però s'ha arribat a confondre el terme "col·laboratiu" amb "cooperatiu", ja que la majoria de les ocasions es dona per fidedigna tota la informació que és trobada en aquests llocs, i ja no es continua el procés d'aprenentatge consultant altres fonts o corroborant que les informació estigui recolzada amb referència.

Perquè les xarxes socials i les TIC puguin ser efectives dins l'aula, és menester preparar els docents, ja que no només es tracta d'introduir-los a aquesta metodologia i que treballin com puguin, sinó que cal una capacitació que els indiqui la manera adequada i correcta d'utilitzar les TIC 'a l'aula perquè puguin realitzar el procés d'ensenyament d'una manera en la qual no solament s'afavoreixi el seu procés d'ensenyament, sinó també l'aprenentatge col·laboratiu en els alumnes.

Per reeixir l'aprenentatge és menester que els alumnes dominen tècniques de diàleg, de processament de la informació, de la creació coneixement i de resolució de problemes.